# Combate Especial
Combate Especial es una de las especialidades secundarias existentes en el Ejército de Chile. Es el conjunto de técnicas de lucha cuerpo a cuerpo y materias afines destinadas al aniquilamiento del adversario, en el más breve plazo, con o sin armas, explotando al máximo las capacidades técnicas, físicas y psicológicas del combatiente.
Esta especialidad fue creada para formar a oficiales y suboficiales en técnicas de defensa personal, para constituir cuerpos especializados de instructores en las unidades del Ejército, como una manera de contribuir a la mejor preparación de sus integrantes, elevando el nivel de alistamiento de las unidades y contribuir eficazmente a una mayor potencialidad.

## Historia
Sus inicios se remontan a la realización de cursos en la Escuela Militar y en la Escuela de Infantería, desde 1976 hasta 1984. Al año siguiente se la traslada definitivamente a la Escuela de Paracaidistas y Fuerzas Especiales, al objeto de reunir bajo una misma unidad a las especialidades afines, que permiten la formación integral de soldados profesionales.
El curso tiene una duración de cuatro meses y medio, presentando un alto nivel técnico de habilidades de combate y de exigencias físicas y psicológicas, empleadas particularmente en el desarrollo de destrezas de artes marciales, como el Taekwondo, disciplina en la que algunos alumnos alcanzan el nivel de cinturón negro.
Algunos de los ramos que se imparten durante el curso son:
- Taekwondo

- Judo

- Esgrima de Corvo

- Esgrima de Bayoneta

- Empleo de Armas No Convencionales

- Eliminación de Centinelas

El personal que adquiere la especialidad de Combate Especial pasa a desempeñar sus tareas en las diferentes unidades que tiene el Ejército a lo largo del territorio, constituyendo elementos primordiales en la formación física y capacidades de los soldados chilenos.